# Czernica (rejon złoczowski)
Czernica (ukr. Черниця, Czernycia) – wieś na Ukrainie, w obwodzie lwowskim, w rejonie złoczowskim. Położona na granicy ziemi lwowskiej i Wołynia, nad rzeką Ikwą, w Górach Złoczowskich, stanowiących dział wód między Bałtykiem a Morzem Czarnym. Znajduje się 18 km na zachód od Podkamienia.

## Historia
W czasach I Rzeczypospolitej znajdowała się w granicach województwa wołyńskiego. Od końca XVIII wieku do roku 1914 majątek czernicki wraz z pobliską Ponikwą należał do rodziny Kownackich. Została następnie odsprzedana Jędrzejowi Nazarewiczowi. W okresie międzywojennym była przyporządkowana administracyjnie do województwa tarnopolskiego (gmina Podkamień, powiat brodzki). Większość mieszkańców wsi należała do obrządku greckokatolickiego, ale zamieszkiwała w niej również duża liczba osób wyznania rzymskokatolickiego, przynależna do parafii w Podkamieniu (dekanat Brody). Na początku II wojny światowej wieś liczyła około 2500 mieszkańców, ze znaczną przewagą ludności ukraińskiej nad polską. W latach 1943–1944 w okolicach (między innymi w Hucisku Brodzkim i Hucie Pieniackiej) i w samej Czernicy dochodziło do pogromów ludności narodowości polskiej, przeprowadzonych przez UPA. W ich wyniku zamordowanych zostało kilkudziesięciu mieszkańców wsi. Wielu Ukraińców z Czernicy, z narażeniem własnego życia, udzielało schronienia Polakom. Starali się także zdobywać informacje o podejmowanych przez UPA planach akcji antypolskich i ostrzegali poszczególne osoby o grożącym im niebezpieczeństwie. Po wojnie polscy mieszkańcy wsi zostali wysiedleni, w ramach fali masowych przesiedleń z Kresów Wschodnich, głównie na tereny Dolnego Śląska.
W Czernicy ostatnie siedemnaście lat swego życia spędził Myron Tarnawskyj – generał Ukraińskiej Armii Halickiej.
Do 2020 w rejonie brodzkim. 

## Zabytki
- nieistniejący klasycystyczny piętrowy pałac, z czterokolumnowym portykiem, wzniesiony około roku 1820[4] przez właściciela majątku Tadeusza Kownackiego. Z powodu zniszczeń, którym uległ w czasie I wojny światowej został rozebrany na budulec. Wokół niego znajdował się park krajobrazowy o powierzchni 9 ha
- neogotycka cerkiew pw. św. Męczennicy Paraskewii, zbudowana w latach 1816–1830. Ikonostas z tego samego okresu łączy elementy gotyckie i klasycystyczne.